# Karbaminsyra
Karbaminsyra är en amin och karboxylsyra som under normala förhållanden är instabil och omedelbart sönderfaller i ammoniak och koldioxid. Teoretiskt är den dock viktig som grundstenen för karbamater som är karbaminsyrans salter.